# Vinícius Silva Soares
Vinícius Silva Soares, auch bekannt als Tartá (* 13. April 1989 in Rio de Janeiro), ist ein brasilianischer Fußballspieler.

## Karriere
Der 1,71 Meter große Mittelfeldspieler begann seine Karriere 2007 bei Fluminense Rio de Janeiro, er stand bis 2013 unter Vertrag. 2008 wurde er für 50 % an die Traffic Group verkauft, im Gegenzug kaufte der Verein den argentinischen Spieler Darío Conca. Nach drei Jahren wurde er an Athletico Paranaense ausgeliehen, nach dem Ende kehrte er wieder zurück. Von Ende Juli 2011 bis Jahresende wurde er an den japanischen Erstligisten Kashima Antlers ausgeliehen. 2012 wurde er an den EC Vitória ausgeliehen und stach beim Finale der Staatsmeisterschaft von Bahia heraus. Später hatte er Höhen und Tiefen und saß er bei den meisten Spielen auf der Bank. Trotz seiner Zurückhaltung war er einer der wichtigsten Männer auf der Bank. Nach dem Jahr wurde er vom Criciúma EC ausgeliehen. Sein erstes Tor schoss er am 4. Mai im Spiel gegen den Avaí FC. Hier schoss er das Siegtor zum 1:0-Erfolg. Im nächsten Jahr wurde er vom Goiás EC ausgeliehen. Nach sechs Jahren bei Fluminense kündigte er den Vertrag und wechselte 2014 zum Joinville EC. Ende Juli 2014 nahm ihn der südkoreanische Klub Ulsan Hyundai unter Vertrag. Mit dem Verein aus Ulsan spielte er in der ersten südkoreanischen Liga, der K League 1. Für Ulsan stand er 36-mal auf dem Spielfeld. 2016 kehrte er in seine Heimat zurück. Hier schloss er sich CA Bragantino aus Bragança Paulista an. 2017 zog es ihn nach Thailand. Hier unterschrieb er einen Vertrag beim BEC Tero Sasana FC. Mit dem Bangkoker Verein spielte er in der ersten Liga, der Thai League. Nach der Hinserie wurde sein Vertrag nicht verlängert. Von Juli 2017 bis November 2017 war er vertrags- und vereinslos. Ende November nahm ihn für vier Monate der Boavista SC unter Vertrag. Im Anschluss spielte er beim Brasiliense FC. Im Juli 2018 ging er in den Iran, wo er einen Vertrag bis Jahresende beim Foolad FC unterschrieb. Mit dem Verein aus Ahvaz spielte er in der ersten Liga, der Persian Gulf Pro League. Anfang 2019 wechselte er zu seinem ehemaligen Verein Boavista SC. Ende November 2020 verpflichtete ihn der América FC (RN) aus Natal. Hier stand er bis zum 20. Januar 2021 unter Vertrag.
Seit dem 21. Januar 2021 ist er vertrags- und vereinslos.

## Erfolge
Fluminense Rio de Janeiro
- Copa do Brasil: 2007
- Campeonato Brasileiro de Futebol: 2010

Criciúma EC
- Campeonato Catarinense: 2013

Kashima Antlers
- J. League Cup: 2011